# Netzarim-Korridor

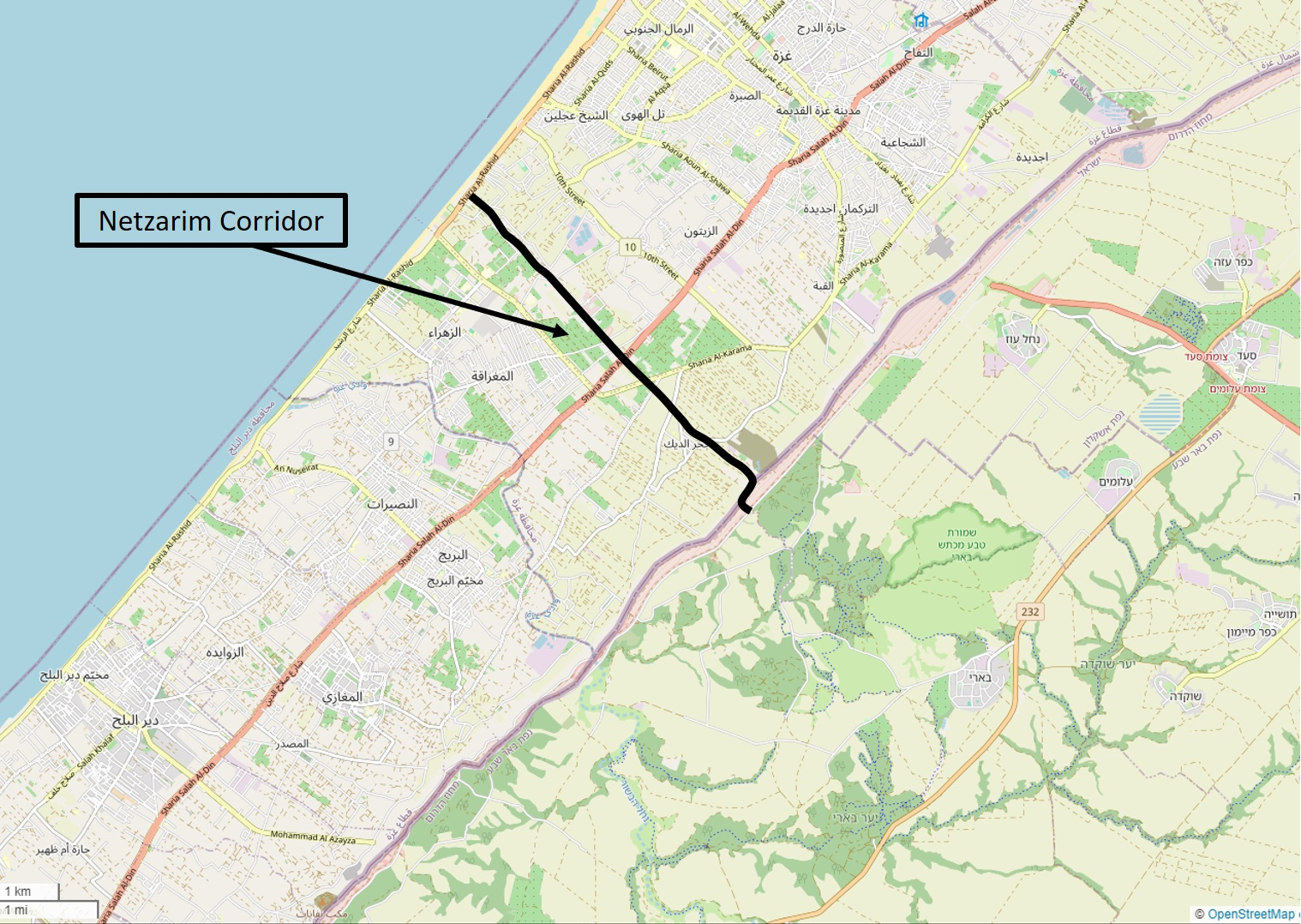
Ungefähre Lage der Straße des Netzarim-Korridors, der sich von der Grenze zwischen Gaza und Israel bis zum Mittelmeer erstreckt

Gazastreifen mit israelischen Militärkorridoren in Lila

Der Netzarim-Korridor, beim israelischen Militär (IDF) intern auch als Be’eri-Korridor bezeichnet, ist eine vom israelischen Militär südlich von Gaza-Stadt in Ost-West-Richtung durch den Gazastreifen errichtete und rund 4 Kilometer breite Pufferzone, in deren Zentrum sich eine vom Militär angelegte und asphaltierte Straße mit einer Länge von rund 6,8 Kilometern befindet, welche das israelische Grenzgebiet im Bereich des Kibbuz Be’eri mit dem östlichen Mittelmeer im Bereich der 2005 geräumten israelischen Siedlung Netzarim verbindet. Der Korridor ermöglichte es der israelischen Armee, Angriffe im Norden und Zentrum des Gazastreifens durchzuführen und humanitäre Hilfslieferungen in den Norden des Gazastreifens zu koordinieren. Darüber hinaus konnte durch die Pufferzone eine Rückkehr bewaffneter Kräfte von Terrororganisationen aus dem Süden von Gaza in den Norden verhindert und eine Kontrolle von aus dem Süden zurückkehrenden Zivilisten ermöglicht werden. Die Einrichtung des Korridors erfolgte im Zuge der Israelischen Militäroperation „Eiserne Schwerter“ ab Ende Oktober 2023 in Folge des Terrorangriffs der Hamas auf Israel. Vom 27. Januar bis 9. Februar 2025 wurde der Netzarim-Korridor, wie im Waffenstillstandsabkommen zwischen Israel und der Hamas vom 15. Januar 2025 vereinbart, von der israelischen Armee vollständig geräumt.
Nach dem Scheitern von weiteren Verhandlungen über eine Verlängerung bzw. einer neuen Phase des Waffenstillstandes, drangen die israelischen Streitkräfte am 19. März 2025 erneut in den Ostteil des Netzarim-Korridors ein.

## Entstehung und Beschreibung
Zu Beginn der israelischen Bodenoffensive gegen die Hamas Ende Oktober 2023 bestand der Korridor lediglich aus den Spuren, die gepanzerte Fahrzeuge der IDF hinterlassen hatten, als die 36. Division von Osten her in den Gazastreifen vordrang und Anfang November 2023 die Küste südlich der Stadt Gaza erreichte, worauf der IDF-Sprecher Daniel Hagari am 4. November bekanntgab, dass der Gazastreifen in einen Nord- und Südteil gespalten worden sei. In den darauffolgenden Monaten errichteten die IDF eine mehr als sechs Kilometer lange Straße entlang des Korridors, welche schließlich asphaltiert und nach dem 749. Kampfpionierbataillon, das sie gebaut hatte, als Route 749 benannt wurde. Das umliegende Gebiet wurde in eine Pufferzone umgewandelt, um die Durchgangsstraße vor Infiltrationen und Angriffen zu schützen. Ein Bild vom 29. Februar 2024, das von Maxar Technologies bereitgestellt und von CNN überprüft wurde, zeigte frisch planierte Straßenabschnitte östlich und westlich einer rund zwei Kilometer langen, bestehenden Straße. Ein Satellitenbild vom 6. März 2024, das von Planet Labs bereitgestellt wurde, zeigte bereits den Neubau, der bis zur Küste reicht. Nördlich dieser Straße wurde ein weiterer, kurvenreicherer Weg durch das Gebiet errichtet, welcher israelische Stellungen an den wichtigsten Nord-Süd-Straßen in Gaza, Al-Rashid und Saladin, verbindet und welcher laut IDF eine logistische Route für Truppen und Nachschub sei.
Im Laufe der Zeit weiteten die israelischen Streitkräfte die Pufferzone aus, von lediglich einigen Dutzend Metern auf beiden Seiten der Straße bis zu den Außenbezirken des Stadtteils Zeitoun von Gaza-Stadt im Norden und dem Fluss Wadi Gaza im Süden. Sie umfasste damit rund 47 Quadratkilometer bzw. 18 Quadratmeilen Land, was rund 13 Prozent der Gesamtfläche des Gazastreifens entspricht. Dabei wurden Hunderte von Gebäuden zerstört was die Armee damit rechtfertigte, dass der Abriss der Gebäude notwendig gewesen sei, um den Korridor ausreichend zu sichern, da die Hamas umliegende Gebäude für Aufklärung und Angriffe auf Truppen genutzt hätten. Ein Kommandeur des Kampfpionierkorps teilte mit, dass das israelische Militär große Mengen an Minen und Sprengstoff eingesetzt habe, um Gebäude in der Pufferzone zu zerstören. Ein Bericht von Human Rights Watch kritisierte das Einrichten einer solch großen Pufferzone, wobei innerhalb dieser Zone nahezu sämtliche Gebäude dem Erdboden gleichgemacht wurden, als Kriegsverbrechen der Zwangsumsiedlung. Große Teile des Gazastreifens systematisch unbewohnbar zu machen, in manchen Fällen dauerhaft, komme einer ethnischen Säuberung gleich. Israel könne sich auch nicht einfach auf die Anwesenheit bewaffneter Gruppen berufen, um die Vertreibung von Zivilisten zu rechtfertigen.
Laut eines Berichts der New York Times vom Dezember 2024, basierend auf Satellitenbildern und Videoaufnahmen, wurden durch die IDF mindestens 19 große Militärstützpunkte und Dutzende kleinere in der Gegend rund um den Netzarim-Korridor errichtet. Die Stützpunkte seien von umfangreichen Befestigungsanlagen umgeben und würden über Zufahrtsstraßen und Parkplätze für gepanzerte Fahrzeuge verfügen. Einige hätten Kommunikationstürme und der größte Stützpunkt sei an einen Kontrollpunkt angeschlossen. Laut den Analysen seien mehrere Dutzend der Stützpunkte erst in den letzten drei Monaten errichtet worden, im Zuge dessen rund 600 palästinensische Gebäude zerstört worden seien.
Ein Erreichen des Korridors von Israel aus ist erst nach dem Passieren von drei Militärkontrollstellen möglich, welche sich in der Nähe von Be’eri, an einer Militärposition nahe der Grenze und am Grenzzaun selbst befinden. Der als „Terminal 3“ bezeichnete Hauptkontrollpunkt am Grenzzaun hieß ursprünglich „Kontrollpunkt 3“ und zuvor „Tor 96“. Nach drei Kilometern trifft die Straße der Pufferzone auf die Saladinstraße, der wichtigsten Nord-Süd-Verbindung des Gazastreifens, welche am 30. Oktober 2023 von israelischen Panzertruppen erreicht wurde und wo sich ein vorgeschobener IDF-Stützpunkt befindet. Laut Reportern der Times of Israel und Ynet, welche den Stützpunkt besichtigen durften, verfügt dieser unter anderem über klimatisierte Büros, Wohnanhänger und verstärkte Container als Unterkünfte für die Soldaten, zwei Mobilfunkantennen und ein Treibstoffdepot. Versorgt wird der Stützpunkt durch Stromleitungen und industrielle Notstromgeneratoren sowie eine Wasserleitung aus Israel. Eigene Bereiche dienen als Kontrollpunkt für Palästinenser. An der ebenfalls in Nord-Süd-Richtung verlaufenden Straße Al-Rashid an der Küste wurde ebenfalls ein IDF-Stützpunkt mit Kontrollmöglichkeiten errichtet.
Laut israelischer Armee wird die Pufferzone von zwei Brigaden der IDF gesichert, wobei eine den Südteil samt der Straße, welche in ihrer gesamten Länge in rund sieben Minuten befahren werden könne, sowie die andere den Nordteil überwache. Durch das Installieren hochmoderner Überwachungsgeräte seien Annäherungen von Hamas-Mitgliedern frühzeitig erkennbar, weshalb die Terrorgruppe bei Angriffen auf Truppen im Korridor überwiegend auf Mörsergranaten und Kurzstreckenraketen zurückgreife. Lediglich an kleinen Stellungen am Rande des Korridors, welche eine Trennlinie zwischen der israelischen Armee und dem Rest des Gazastreifens bilden sollen, hatten Hamas-Mitglieder zeitweise anzugreifen versucht. Die Hamas habe laut Militärangaben auch Zivilisten in den Korridor entsandt, um die Reaktion der Armee zu testen.

## Politische Bedeutung
Laut Mitteilung israelischer Beamter könne der Netzarim-Korridor als Verhandlungsobjekt bei einem Geiselabkommen mit der Hamas dienen. Ministerpräsident Benjamin Netanjahu selbst hat dem Geiselfreilassungs-Vorschlag im Juli 2024 mehrere nicht verhandelbare Forderungen hinzugefügt, darunter die israelische Kontrolle über den Netzarim-Korridor. Laut des israelischen Vorschlags vom Mai 2024 ist dieser jedoch nicht als Ort aufgeführt, an denen israelische Truppen bleiben dürfen. Im August 2024 bekräftigte Netanjahu jedoch, dass Israel den Netzarim-Korridor unter keinen Umständen verlassen werde und wiederholte diese Entscheidung im November 2024 während eines Besuchs des Korridors mit Verteidigungsminister Israel Katz, Generalstabschef Herzi Halewi und Schin-Bet-Direktor Ronen Bar. Ein Sprecher der israelischen Streitkräfte dementierte jedoch die Vorstellung, dass sich das Militär auf eine dauerhafte Präsenz in der Enklave vorbereite. Die USA zeigten sich besorgt über den Bericht der New York Times, in dem es heißt, die israelischen Streitkräfte hätten ihre Präsenz im Gazastreifen erheblich verstärkt und in den letzten Monaten mehrere Dutzend neue Militärstützpunkte in und um den Netzarim-Korridor errichtet. Der Sprecher des US-Außenministeriums, Vedant Patel, erklärte während einer Pressekonferenz, dass die Aktionen der israelischen Streitkräfte, wenn die Berichterstattung zuträfe, „sicherlich nicht im Einklang“ mit der US-Politik für den „Tag danach“ in Gaza stünden. Die US-Politik lehnt jegliche Verkleinerung des Territoriums des Gazastreifens, die fortgesetzte militärische Kontrolle des Streifens durch Israel und die Zwangsvertreibung der Palästinenser aus ihrer Heimat ab.
Einige israelische Regierungsvertreter äußerten ihren Wunsch, erstmals seit fast zwei Jahrzehnten wieder jüdische Siedlungen im Gazastreifen und insbesondere im Netzarim-Korridor zu errichten. Israel zog sich 2005 im Rahmen des Abzugsplans aus dem Gazastreifen zurück, vertrieb etwa 9.000 Menschen und zerstörte 21 Siedlungen, darunter auch Netzarim. Das Gelände der ehemaligen israelischen Siedlung, nach der der Korridor benannt ist, befindet sich vollständig innerhalb der Grenzen des von Israel kontrollierten Gebiets. Ende November 2024 besichtigte der Minister für Bau- und Wohnungswesen, Yitzhak Goldknopf, zusammen mit Daniella Weiss, Leiterin der Nachala-Siedlungsbewegung, den Gazastreifen, um Standorte für den Bau möglicher Siedlungen zu ermitteln. Der nationale Sicherheitsminister Itamar Ben-Gvir, Vorsitzender der ultranationalistischen Partei Otzma Jehudit, teilte mit, dass Netanjahu „eine gewisse Offenheit“ gegenüber der Idee zeige, die Migration von Palästinensern aus Gaza zu „fördern“. Diese Idee wurde im vergangenen Jahr von Ben-Gvir und dem Finanzminister Bezalel Smotrich propagiert. Netanjahu erklärte dazu jedoch wiederholt, dass derartige Aktionen weder das Ziel des Krieges seien, noch auf der Tagesordnung stünden.
Am 25. Januar 2025, sechs Tage nach Unterzeichnung eines Waffenstillstandes und Gefangenenaustauschs mit der Hamas, teilte der IDF-Generalstabschef Herzi Halewi mit, dass die israelischen Streitkräfte im Netzarim-Korridor bis auf Weiteres in Bereitschaft bleiben. Die Wiedereröffnung der Route für Palästinenser aus dem Süden, welche in den Norden zurückkehren wollen, verzögere sich laut IDF wegen des Verstoßes der Hamas gegen das Waffenstillstandsabkommen, da die zivile weibliche Geisel Arbel Yehud nicht wie vereinbart vor den gefangenen weiblichen Soldatinnen freigelassen wurde. Der Netzarim-Korridor werde nicht wieder geöffnet, bis die Freilassung von Yehud zwischen den Vermittlern und Israel geklärt sei.

## Räumung des Korridors
Am 27. Januar 2025 ab 07:00 Uhr Ortszeit öffneten die IDF die Netzarim-Straße, die Al-Rashid-Straße sowie die Saladin-Straße im Korridor und zogen sich laut palästinensischen Berichten aus dem westlichen Teil des Netzarim-Korridors zurück, nachdem in der Nacht zuvor eine Einigung betreffend der Freilassung von Arbel Yehud getroffen werden konnte. Zwischenzeitlich hatten Zehntausende der Bewohner Gazas den Netzarim-Korridor durchquert und waren in den nördlichen Gazastreifen zurückgekehrt.
Gemäß der Waffenstillstandsvereinbarung mit der Hamas zog sich Israel bis zum Vormittag des 9. Februar 2025 auch aus dem Ostteil des Korridors zurück. Ein Hamas-Vertreter bestätigte am selben Tag gegenüber der Nachrichtenagentur AFP, dass das israelische Militär seine Stellungen und Militärposten abgebaut und seine Truppen vollständig aus dem Netzarim-Korridor abgezogen habe. Der Korridor sei in beide Richtungen frei passierbar.

## Erneute Besetzung im März 2025
Nach dem Scheitern weiterer Verhandlungen zwischen Israel und der Hamas über eine Verlängerung der ersten Phase des Waffenstillstandes bzw. der Einleitung einer zweiten Phase, kam es ab 18. März 2025 zu israelischen Luftangriffen auf Ziele im Gazastreifen. Am 19. März drangen israelische Bodentruppen erneut in Zentral- sowie Südgaza ein. Truppen der 252. Division besetzten dabei den Ostteil des Netzarim-Korridors, bis zur Saladin-Straße.
Am 21. März 2025 zerstörte die israelische Armee das Türkisch-Palästinensische Freundschaftskrankenhaus im Netzarim-Korridor durch eine kontrollierte Sprengung. Zeitweise hatte das israelische Militär den Bau als Basis benutzt.

## Vorfälle
Im April 2024 starben innerhalb des Korridors zwei israelische Soldaten während eines Gefechts mit der Hamas durch Eigenbeschuss eines Panzers, welcher irrtümlich das Feuer auf ein von IDF-Truppen besetztes Gebäude eröffnet hatte. Zwei weitere Soldaten wurden verletzt. Nach Angaben der israelischen Streitkräfte wurden allein am 14. April 2024 im Netzarim-Korridor etwa 15 „bewaffnete Männer“ getötet. Anfang Juli 2024 gab die 99. IDF-Infanteriedivision bekannt, innerhalb der letzten zwei Monate „Dutzende bewaffnete Männer“ innerhalb des Korridors getötet zu haben. Am 1. Juli 2024 wurden im Netzarim-Korridor zwei israelische Soldaten durch die Explosion eines Sprengsatzes getötet und ein weiterer Soldat schwer verwundet.
Im August 2024 sprengten Pioniertruppen einen rund drei Kilometer langen Tunnel im Netzarim-Korridor, welcher mehrere Stockwerke sowie Abzweigungen umfasste und laut Angaben der Streitkräfte zufolge von Hamas-Mitgliedern für längere Aufenthalte genutzt wurde. Am 23. August 2024 überfiel eine Zelle von vier Hamas-Kämpfern ein IDF-Lager im Netzarim-Korridor und tötete einen israelischen Soldaten, ehe die Angreifer durch Beschuss und einen Luftangriff getötet wurden.
Am 1. Oktober 2024 bestätigte das Militär, dass sich Dutzende palästinensische „Verdächtige“ den israelischen Streitkräften im Netzarim-Korridor genähert hätten und dass die Verdächtigen „eine Bedrohung dargestellt“ und die Truppen daraufhin das Feuer auf sie eröffnet hatten. Bei dem Vorfall wurde kein Soldat verletzt. Palästinensische Mediziner des Schuhada-al-Aqsa-Krankenhauses gaben an, dass israelische Streitkräfte mindestens drei Menschen getötet hätten, welche versuchten, in ihre Häuser im nördlichen Gazastreifen zurückzukehren.
Im Dezember 2024 veröffentlichte die israelische Tageszeitung Haaretz einen Bericht, wonach es zu Tötungen von Zivilisten gekommen sei, welche bestimmte Linien des Korridors überschritten hätten, darunter auch Kinder und Jugendliche, wobei getötete Zivilisten von der Armee als getötete Kämpfer einer Terrorgruppe erfasst worden seien. Der Bericht stützte sich dabei auf Aussagen mehrerer Offiziere und Soldaten, die in der 252. Reservedivision gedient haben, welche von Juli bis November 2024 mit zwei Brigaden und einem Artillerie-Regiment den Netzarim-Korridor überwacht hatte. Laut Aussagen der Soldaten seien die Truppen von Bataillonskommandeuren angewiesen worden, auf jeden zu schießen, der sich gewissen Bereichen des Korridors nähere. Nach Angaben der israelischen Streitkräfte tötete die genannte Division bei ihren Operationen in dem Gebiet „Hunderte Terroristen“ und zerstörte Tunnelanlagen im Umfang von über zehn Kilometern. Das Militär betonte in seiner Reaktion auf den Bericht, dass operative Vorgehensweisen nur auf höchster Ebene genehmigt würden und dass ausschließlich militärische Ziele angegriffen würden. Alle Aktivitäten und Operationen im Gazastreifen, einschließlich entlang des Netzarim-Korridors, seien von den höchsten Kommandoebenen genehmigt und alle Angriffe in dem Gebiet würden gemäß den vorgeschriebenen Verfahren durchgeführt, einschließlich derjenigen Ziele, die aufgrund operativer Umstände kurzfristig angegriffen werden. Die Angriffe würden sich ausschließlich gegen militärische Ziele richten und vor der Ausführung der Angriffe werden zahlreiche Schritte unternommen, um den Schaden für Unbeteiligte so gering wie möglich zu halten. Ereignisse, die Anlass zu Bedenken hinsichtlich einer Abweichung von den Anweisungen der israelischen Streitkräfte und von ordnungsgemäßem Verhalten geben, würden untersucht.
Am 28. Januar 2025 wurde im Netzarim-Korridor ein 39-jähriger ziviler Auftragnehmer des Verteidigungsministeriums fälschlicherweise von israelischen Truppen als Bedrohung eingestuft und nahe eines Armeepostens erschossen.